# Вільяс-де-ла-Вентоса
Вільяс-де-ла-Вентоса (ісп. Villas de la Ventosa) — муніципалітет в Іспанії, у складі автономної спільноти Кастилія-Ла-Манча, у провінції Куенка. Населення — 296 осіб (2010).
Муніципалітет розташований на відстані близько 110 км на схід від Мадрида, 29 км на північний захід від Куенки.
На території муніципалітету розташовані такі населені пункти: (дані про населення за 2010 рік)
- Больїга: 72 особи
- Кулебрас: 13 осіб
- Фуентесбуенас: 24 особи
- Вальдеканьяс: 15 осіб
- Ла-Вентоса: 148 осіб
- Вільярехо-дель-Еспарталь: 24 особи

## Демографія
Динаміка населення (INE ):